# Diatomyidae
Diatomyidae là một họ động vật gặm nhấm được tìm thấy ở châu Á, họ động vật này được đại diện bởi một loài còn sống được biết đến duy nhất là chuột đá Lào (Laonastes aenigmamus) được phát hiện ở Lào và Việt Nam, các loài khác trong họ này đã bị tuyệt chủng.

## Phân loại
Trước khi khám phá của Laonastes, Họ Diatomyidae đã được biết đến chỉ từ các hóa thạch. Các họ này có một phạm vi hóa thạch gần như liên tục từ các hóa thạch Oligocen sớm Fallomus từ Formation Hạ Chitarwata (32,5 triệu năm trước) ở Balochistan, Pakistan, thuộc Trung và hậu hóa thạch Miocen (11 Mya). Jenkins đã công bố phát hiện một loài hoàn toàn mới độc đáo của động vật gặm nhấm là chuột đá Lào (Laonastes aenigmamus), mà họ đã tạo ra một họ mới Laonastidae. Họ cho đó là một động vật gặm nhấm nhưng cơ bản cho tất cả hystricognaths khác.
Dawson được đánh giá lại vị trí phát sinh loài của Laonastes dựa trên hình thái học và bao gồm loài hóa thạch trong phân tích. Họ xác định Laonastes thực sự là một sciurognathous và thuộc về Diatomyidae. Họ cũng mô tả các Diatomyidae như một đơn vị phân loại Lazarus do khoảng cách 11 triệu năm giữa diatomyid gần đây nhất trong các hóa thạch và sự tồn tại của Laonastes ngày hôm nay. Các chỉ độ dài tương đương khác của thời gian cho một động vật có vú Lazarus đơn vị phân loại là monito del Monte, là một phần của một gia đình (Microbiotheriidae), cũng gần đây nhất được biết đến từ Trầm tích Miocen. Mary Dawson mô tả Laonastes là "cá vây tay của động vật gặm nhấm" 

## Đặc điểm
Các động vật trong họ Diatomyidae tương tự như cả Ctenodactylidae và phân bộ sóc bay đuôi vảy trong việc đồng thời hystricomorphous và sciurognathous. Các hố masseteric trong diatomyids được mở rộng và kéo dài đến dưới răng má đầu tiên. Các răng cửa duy nhất trên cả hai hàng răng trên và dưới được mở rộng. Hầu hết chúng có răng má với bốn rễ trừ đầu tiên. Trong loài Laonastes, răng hàm dưới có bốn rễ, nhưng răng hàm trên có ba gốc bao gồm một gốc trước hình chữ U có thể được bắt nguồn từ sự kết hợp của hai nhân.

## Các loài
- †Fallomus
  - †Fallomus razae
  - †Fallomus ginsburgi
  - †Fallomus quraishyi
- †Diatomys
  - †Diatomys shantungensis
  - †Diatomys liensis
- †Marymus
  - †Marymus dalanae
- †Pierremus[1]
  - †Pierremus explorator
  - †Pierremus ladakhensis
- †Willmus
  - †Willmus maximus
- Laonastes
  - Laonastes aenigmamus - Chuột đá Lào